# Oberea tenggeriana
Oberea tenggeriana är en skalbaggsart som beskrevs av Stefan von Breuning 1963. Oberea tenggeriana ingår i släktet Oberea och familjen långhorningar. Inga underarter finns listade i Catalogue of Life.